# Shūi Wakashū

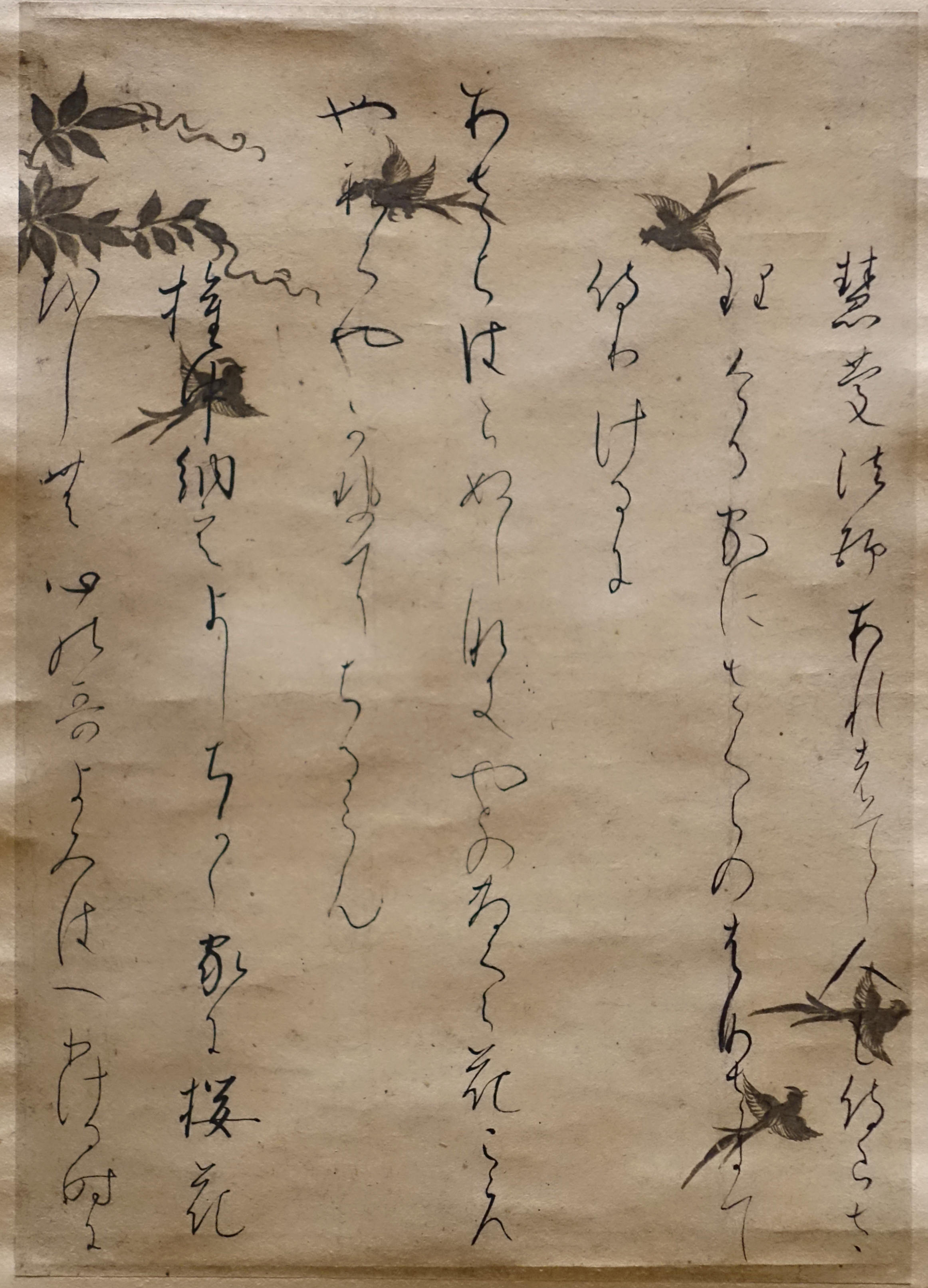
Frammento di Shūi Wakashū di Fujiwara no Sadazane periodo Heian, 1100 d.C., inchiostro su carta decorata.

Lo Shūi Wakashū (拾遺和歌集?, , Raccolta di spigolature), spesso abbreviato in Shūishū, è la terza antologia imperiale di waka giapponese del periodo Heian. Compilata dopo Kokin wakashū (古今和歌集?, , Raccolta di poesie giapponesi antiche e moderne) e Gosen wakashū (後撰和歌集?, , Raccolta successiva di poesie giapponesi), è l'ultima del cosiddetto Sandaishū (三代集?, , Collezione di tre epoche). Si dice che sia stata compilata tra il 1005 e il 1007, durante il regno dell'imperatore Ichijō, e la sua paternità è sconosciuta.

## Storia
Si dice, fin dall'antichità, che sia stato l'imperatore Kazan in persona a selezionare le poesie, o abbia ordinato a Fujiwara no Nagatō o a Minamoto no Michinari di selezionarle, ma non ci sono prove certe. Dopo l'abdicazione dell'imperatore Kazan, l'antologia fu compilata ma le procedure per farne un'antologia imperiale furono trascurate: infatti, a differenza delle due raccolte imperiali precedenti, per essa non fu istituito il wakadokoro (わかどころ?, , Ufficio per la selezione delle poesie). Fu riconosciuta come antologia dal comando imperiale dopo Sandaishu no Ajito di Fujiwara no Teika.
Si ritiene che lo Shūi Wakashū fosse un'espansione della precedente antologia di Fujiwara no Kintō, lo Shūishō (拾遺抄?, , Selezione di spigolature), compilato tra il 996 e il 999.
Consiste di venti volumi e circa 1350 poesie organizzate suddivise per temi: Primavera, Estate, Autunno, Inverno, Congratulazioni, Addio, Acrostici, Miscellanea (Uno, Due), Kagura uta (poesie il cui tema è la danza sacra shintoista), Amore (cinque volumi), Varie primavera, Varie autunno, Varie congratulazioni, Varie amore e Lamenti. L'inclusione nella composizione dei titoli di Varie primavera e Varie amore è piuttosto originale.
Il termine Shūi significa raccogliere poesie eccellenti che non erano state selezionate nelle precedenti collezioni imperiali e, per definizione, mentre sono presenti molti poeti già selezionati nelle precedenti raccolte come Ki no Tsurayuki (113 poesie), Kakinomoto no Hitomaro (104 poesie), Ōnakatomi no Yoshinobu (59 poesie), Kiyohara no Motosuke (46 poesie) e Taira no Kanemori (38 poesie), sono state aggiunti componimenti d'autori con stili poetici unici come Fujiwara no Fuso, Fujiwara no Jun e Fujiwara no Yoshitada e poeti contemporanei come Izumi Shikibu, Saigū no Nyōgo, Fujiwara no Michitsuna no Haha e Fujiwara no Kintō. È interessante notare che nella sezione degli acrostici sono state selezionate ben 37 poesie di Fujiwara no Sukemi, che occupava un posto di rango inferiore.
Lo Shūishū presenta, in generale, uno stile semplice e aggraziato e include molte poesie per occasioni formali come ga no uta (賀歌?, poesie per congratulazioni), byōbuuta (屏風歌?, poesie abbinate a un dipinto sul byōbu, paravento), e poesie per uta-awase (歌合?, concorso di poesia), e in particolare include eccellenti poesie d'amore, otto delle quali sono state selezionate per Ogura Hyakunin Isshu.